# Neolosbanus taiwanensis
Neolosbanus taiwanensis är en stekelart som beskrevs av John M. Heraty 1994. Neolosbanus taiwanensis ingår i släktet Neolosbanus och familjen Eucharitidae.
Artens utbredningsområde är Taiwan. Inga underarter finns listade i Catalogue of Life.